# Caterina Davinio
Caterina Davinio, nome artístico de Maria Caterina Invidia (nascida o 25 de Novembro 1957 em  Foggia, Puglia, Itália), é romancista, poetisa, artista multimidia italiana. Os seus modos de expressão variados declinam composições verbais, sonoras e visuais: videoarte, net.art, fotografia digital, poesia e arte digital. Pioneira da poesia digital italiana, foi o inventor da Net-poesia (=poesia de la rede) em 1998. 

## Biografia
Nascida em 1957 em Foggia, viveu em Roma desde 1962 até 1996, onde formou-se em literatura italiana e história do arte pela Universidade La Sapienza e trabalhou no circuito da poesia experimental e do arte de vanguarda. Desde 1997 vive em Lombardia, Monza (MI) e Lecco (LC), trabalhando no âmbito internacional.
Pioneira da poesia digital no início da década de 1990em, no domínio experimental entre escritura, representação visual e novos meios de comunicação. Caterina Davinio trabalha com o computador, vídeo, fotografia digital, Internet. Autora de novelas, ensaios, poesia, poesia concreta e visual. Criou igualmente trabalhos com técnicas tradicionais, como a pintura.  A sua arte foi apresentada em muitos países, várias vezes na Bienal de Veneza, onde expôs primeira vez em 1997 da poesia animada pelo computador, em VeneziaPoesia.
Com uma série de iniciativas culturais na Itália desde 1992 contribuiu para criar uma ponte entre a poesia experimental e o circuito da videoarte e da arte digital. Recordamos: Electronìe de arte e outras escrituras (exposição itinerante, 1994), Oltre le arti elettroniche: la nuova sperimentazione (Para além da arte electrónica: a nova experimentação, exposição e encontro, Museu Pecci, Prato, 1 de Abril 1995), Poevisioni elettroniche (festival itinerante, edições 1996 - 2000), Parole virtuali (Palavras virtuais), em colaboração com poetas visuais italianos e internacionais.
Estudante na Faculdade de Letras da Universidade La Sapienza de Roma, participou do Movimento de '77 e da ocupação da faculdade. Davino experimentou uma juventude turbulenta marcada por uso de drogas e a dependência de heroína; esta experiência aparece em sua obra literária, particularmente em Il libro dell'oppio 1975 – 1990 (O Livro de ópio 1975 -1990). Em 1980 se casou com o empresário turco Levent Muharrem Sergün em Roma e se mudou para Munique da Baviera e Istambul; em 1982 nasceu, em Roma, seu filho Leonardo. Após seu divórcio em 1984, Caterina casou-se com Claudio Preziosi em Roma em 1986, dando à luz no mesmo ano seu filho Riccardo Amedeo. Amante de viagens, ela tem dedicado para a Índia, África, e muitos outros lugares, obras de poesia e fotografia. Davinio tem nove tatuagens feitas no curso de suas viagens, entre eles algumas tatuagens tradicionais “Sak Yant” do Sudeste Asiático.

## Trabalho como poeta
A Net-poetry (poesia da rede Internet) começou na Itália em 1998 pelo sítio web de Caterina Davinio Karenina.it. Em Karenina.it o limite entre poesia, arte, crítica, informação, é anulado; poesia está neste caso no movimento da informação no network: o sítio web é o lugar virtual onde a "ação” poética é o "gesto" de pôr em movimento a comunicação telemática, com imagens, sons numéricos, web ready made. Entre os participantes: Julien Blaine, Clemente Padin, Philadepho Menezes, Mirella Bentivoglio. 

### A net.poesia na Bienal de Veneza 2001
A Net-poesia é a primeira vez na Bienal de Veneza em 2001 (Diretor Harald Szeemann) - com o projeto em linha "Acção Paralela - Bunker", realizado por Caterina Davinio no contexto do Bunker Poetico, instalação pelo artista Marco Nereo Rotelli. A Ação –paralela em linha é coordenada e contemporânea dos performance reais e leitures de poemas ao Orsogrill delle Artiglierie, uma área na Biennale. Com este evento é criado um sistema complexo de relações entre performance de poesia reais e virtuais, de multimédia, que se completam e determinam numa circulação de materiais, informações, comunicação, contactos. É uma nova estrutura de obra de poesia, próxima do happening, Fluxus, e-arte correio, Relational art.

## Obras de Net.poesia
De outros eventos de net.poetry/net.performance criados por Davinio son baseado na evolução desta estrutura, para além da presença do intérprete sobre a cena: a performance se converte en uma acção de colaboração, descentralizada, multicolocada, com a passagem do real ao virtual e vice-versa. 
São: 
- GLOBAL POETRY, para UNESCO, Março de 2002, Rhizome Arte database NYC, USA
- Copia dal vero (Paint from Nature), fevereiro (Giubbe Rosse, Florencia, It) e junho (Eglise Anglicaine, Ajaccio, Fr) 2002, sobre o attac às Twin Towers (Rhizome Database, NYC, USA);
- GATES (2003), homenagem a Pierre Restany, publicada em BlogWork - The ArtWork is the Network, projecto-blog em linha da 50a Bienal de Veneza e do ASAC. 150 artistas internacionais eram implicados.
- Em 2005 Davinio realizou Isola virtuale, sítio web que é a parte virtual da Isola della Poesia (Ilha da poesia), instalação do artista Marco Nereo Rotelli sobre a ilha de San Secondo em Veneza (projeto apresentado por Achille Bonito Oliva). A Ilha da Poesia e a Ilha Virtuel são uma única exposição colateral no contexto de 51a Bienal. Na Ilha virtual participaram 500 poetes internacionais, entre eles: Adonis, Laurence Ferlinghetti, Fernanda Pivano.

## Obras digitais e videoarte
- Nude that Falls Down the Stairs - Tribute to Marcel Duchamp, digital animation, in "Doc(k)s", paper and CD, 1999, Ajaccio, F, ISSN Doc(k)s 0396/3004, commission paritaire 52 841
- Caterina Davinio for Alan Bowman's Fried/Frozen Events 2003, digital video - performance. For a projec by Fluxus artist Alan Bowman. Published in "Doc(ks)", paper and CD, 2004, Ajaccio, F, ISSN Doc(k)s 0396/3004, commission paritaire 52 841
- Centomilamodi di… Perdere la Testa, digital animation, Premio Art Gallery, rivista “MC MIcrocomputer”, Roma 1992
- Dialogie al Metroquadro, digital animations, Roma 1994-95
- Eventi Metropolitani, digital animations, Roma 1995
- Videopoesie Terminali, video and computer poetry series, Roma and Bergamo 1996-97
  - La casa-teatro di Sade (De Sade Theatre-Home), Roma 1996
  - Zinskij, l'ultima lettera (Zinskij, the Last Letter), Roma 1996
  - Natura contro natura (Nature Against Nature), Roma 1996
  - Il nemico (The Enemy), Bergamo 1997
- U.F.O.P., Unidentified Flying Poetry Objects, digital animations, Monza 1999
  - Tribute to Munch, 1999
  - Tribute to Magritte, 1999
  - Tribute to Duchamp, 1999
  - Tribute to Julien Blaine, 1999
  - Tribute to Bartolomé Ferrando, 1999
  - Self-Portrait of the Artist as Time, 1999
- Fluxus Trilogy, 3 video works, for Charles Dreyfus' project, Lecco 2002
  - Movember 16th, 2002
  - Movenber 20th, 2002
  - Other Fluxes and Small Decadence, 2002
- Caterina Davinio for Alan Bowman Fried/Frozen Events 2003, video-performance, Lecco 2003
- Poem in Red (Dedicated to Ferrari Modena Car), digital video, Lecco 2005
- Milady Smiles. Dedicated to Jaguar E, digital video, CH/ Lecco (I) 2007
- Nature Obscure, digital photography and video series, Lecco 2007
  - Knives, 2007
  - Nature_Obscure, 2007
- Ma-mma, digital video, 2008
- Big Splash, digital video and installation, 2009
- Cracks in Memory, digital video, 2009
- Goa Radio Station from North Pole - Self-Portrait, digital video and photography, 2010; with music by Mirko Lalit Egger
- The First Poetry Space Shuttle Landing on Second Life, digital video captured on Second Life, 2010; with music by Mirko Lalit Egger
- Finally I Remember, 2010; with music by the rock band The NUV

## Publicações

### Ficção
- Còlor Còlor, novela, Campanotto Editore, Pasian di Prato (UD) 1998 ISBN 88-456-0072-6
- Il sofà sui binari, novela, Puntoacapo Editrice, Novi Ligure, 2013. ISBN 978-88-6679-137-9
- Sensibìlia, novela, Prefácio por Giorgio Patrizi, Giuliano Ladolfi Editore, Borgomanero, 2015. ISBN 978-88-6644-226-4
- Il Nulla ha gli occhi azzurri, novela, com um ensaio crítico de Francesco Muzzioli, Effigie, 2017. ISBN 978-88-9764-885-7

### Poesia
- Fenomenologie seriali / Serial Phenomenologies, poemas com texto Inglese paralelo; posfácio por Francesco Muzzioli; notas críticas por David W. Seaman; Campanotto Editore, Pasian di Prato - UD, 2010, ISBN 978-88-456-1188-9
- Il libro dell'oppio (1975 - 1990), poemas; Posfácio de Mauro Ferrari; Puntoacapo Editrice, Novi Ligure 2012, ISBN 978-88-6679-110-2
- Aspettando la fine del mondo / Waiting for the End of the World, poemas com texto Inglese paralelo; Posfácio de Erminia Passannanti e notas críticas por David W. Seaman, Fermenti, Roma, 2012, ISBN 978-88-97171-30-0
- Fatti deprecabili. Poesie e performance dal 1971 al 1996, com ensayos críticos de Dante Maffia y de Ivano Mugnaini, ArteMuse, Serrungarina(PU), 2015. ISBN 978-88-6984-038-8
- Alieni in safari - Aliens on Safari, poemas com tradução em inglês e fotografia; Tradução para o inglês de Caterina Davinio e David W. Seaman; Nota crítica de Francesco Muzzioli, Robin, série editorial: Robin & Sons, Roma 2016. ISBN 978-88-6740-801-6
- Rumors & Motors. Concetti di poesia - Concepts of Poetry, poesia digital, ilustrado, cor, com críticas de: Jorge Luiz Antonio, Francesco Muzzioli, Lamberto Pignotti, texto italiano-inglês e parcialmente em Português, Campanotto, Pasian di Prato (UD) de 2016. ISBN 978-88-456-1525-2
- Erranze e altri demoni - Drifting and Other Daemons, poemas em italiano com texto Inglese paralelo do autor e 102 fotografias preto e branco; com ensaios críticos de Luca Benassi, Ivano Mugnaini, David W. Seaman, série editorial: Robin & Sons, Robin, Roma 2018. ISBN 978-88-7274-247-1

### Não-ficção
- Tecno-Poesia e realtà virtuali / Techno-Poetry and Virtual Reality, ensaio (Italiano / Inglês). Prefácio de Eugenio Miccini. Coleção: Archivio della Poesia del 900, Mantova, Sometti Publisher 2002, ISBN 88-88091-85-8
- Virtual Mercury House. Planetary & Interplanetary Events, livro com DVD, tradução paralela Inglese, Roma, Polìmata, 2012, ISBN 978-88-96760-26-0

### Outras publicações
- Caterina Davinio, Big Splash Network Poetico, antologia internacional do projeto, Fermenti, Roma 2015 ISBN 978-88-97171-59-1
- Caterina Davinio, "Serial Phenomenologies", poemas, em "Generatorpress12", 2002, Cleveland (OH) USA, John Byrum Editor. "Generatorpress12" is an on line review evolving from November 2002 through April 2004. In June, 2004, a CD version of Generator 12 is funded through a grant from the Ohio Arts Council.
- Caterina Davinio, Paint from Nature, net-art performance dedicated to the Twin Tower attac. Em "Doc(k)s", paper and CD, 2001, Ajaccio, F, ISSN Doc(k)s 0396/3004, commission paritaire 52 841
- Caterina Davinio, “Fenomenologie seriali”, poesia e imagens digitais, em: "Tellus" 24-25, Scritture Celesti (S. Cassiano Valchiavenna - SO, I), Ed. Labos, 2003, ISSN 1124-1276
- Caterina Davinio,  fotografia digital e poemas de "Serial Phenomenologies", em: "BoXoN - TAPIN on line" (F), Julien D'Abrigeon Editor, 2002
- Caterina Davinio, "Performance in evoluzione. Dalla centralità del corpo alla realtà virtuale", em "Paese Sera" jornal (I), 14 de julho de 1992.
- Caterina Davinio, em: "Tellus 26" Vite con ribellioni rinomate e sconosciute, Labos, (I) NOVEMBRE 2004, ISSN 1124-1276.
- Caterina Davinio, "Scritture/Realtà virtuali", em Scritture/Realtà, Atas da conferência, Milan 2002. Anche Publicado em "Karenina.it" (on line); em "Doc(k)s" (on line and in CD ROM), e em outros web sites.
- Caterina Davinio, "La poesia video-visiva tra arte elettronica e avanguardia letteraria", ensaio em "Doc (K) s" revista, papel e cd, 1999, ISSN Doc(k)s 0396/3004, commission paritaire 52 841.
- Caterina Davinio, "Net-Performance: Processes and Visible Form", em "Doc(k)s", 2004, Ajaccio, F, ISSN Doc(k)s 0396/3004, commission paritaire 52 841.

## Exposições

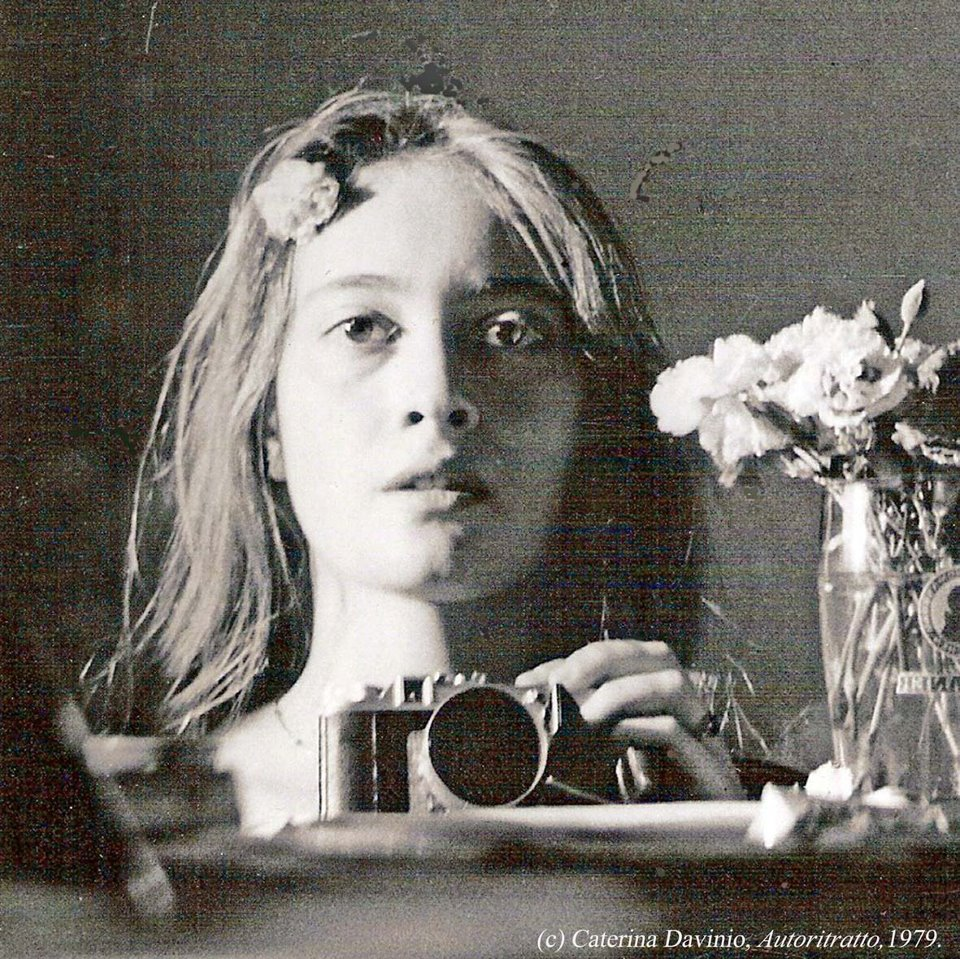
Davino auto retrato em 1979

Davino já participou de centenas dos exposições em diversos países do mundo, incluindo:
Biennale de Lyon (duas edições), Bienal de Veneza e Eventos Colaterais (sete edições desde 1997), Athens Biennial , Poliphonyx (Barcelona e Paris), ParmaPoesia, RomaPoesia, VeneziaPoesia (diretor: Nanni Balestrini), Biennale di arti elettroniche, cinema e televisione de Rome (diretor: Marco Maria Gazzano), Le tribù dell'Arte (Tribù del video e della performance, Roma, Galleria Comunale d'Arte Moderna e Contemporanea; diretor: Achille Bonito Oliva) , Artmedia (Universidade de Salerno, diretor: Mario Costa), New Media Art Biennial (Mérida, México), E-Poetry (Buffalo, New York), e muitas outras.